# Nederlandse kampioenschappen schaatsen afstanden 1990 - 500 meter vrouwen
De 500 meter vrouwen op de Nederlandse kampioenschappen schaatsen afstanden 1990 werd in januari 1990 in ijsstadion Thialf te Heerenveen verreden, waarbij achttien deelneemsters startten.
Titelverdedigster was Herma Meijer die de titel pakte tijdens de NK afstanden 1989. 

## Uitslag
| #      | Schaatsster             | tijd    |
| ------ | ----------------------- | ------- |
| Goud   | Christine Aaftink       | 0.41,34 |
| Zilver | Herma Meijer            | 0.41,58 |
| Brons  | Sandra Voetelink        | 0.41,69 |
| 4      | Anita Loorbach          | 0.42,05 |
| 5      | Tineke Hulzebosch       | 0.42,15 |
| 6      | Marieke Stam            | 0.42,70 |
| 7      | Sandra Zwolle           | 0.42,87 |
| 8      | Jacqueline van Straaten | 0.42,93 |
| 9      | Annamarie Thomas        | 0.42,98 |
| 10     | Jolanda Grimbergen      | 0.43,04 |
| 11     | Alida Pasveer           | 0.43,20 |
| 12     | Marga Preuter           | 0.43,27 |
| 13     | Renske Vellinga         | 0.43,33 |
| 14     | Ellen Linnenbank        | 0.43,41 |
| 15     | Lia van Schie           | 0.43,74 |
| 16     | Henriët van der Meer    | 0.43,79 |
| 17     | Carla Zijlstra          | 0.44,09 |
| 18     | Hanneke de Vries        | 0.44,44 |

Uitslag op
1987 · 
1988 · 
1989 · 
1990 · 
1991 · 
1992 · 
1993 · 
1994 · 
1995 · 
1996 · 
1997 · 
1998 · 
1999 · 
2000 · 
2001 · 
2002 · 
2003 · 
2004 · 
2005 · 
2006 · 
2007 · 
2008 · 
2009 · 
2010 · 
2011 · 
2012 · 
2013 · 
2014 · 
2015 · 
2016 · 
2017 · 
2018 · 
2019 · 
2020 · 
2021 · 
2022 · 
2023 · 
2024 · 
2025